# Zachary Stevens
Zachary Stevens (Columbia, 5 de marzo de 1966) es un músico estadounidense, reconocido por haber sido el vocalista de la agrupación musical Savatage. También ha colaborado con las bandas Wicked Witch, Circle II Circle, Trans-Siberian Orchestra, Machines of Grace, Empires of Eden y Stardust Reverie Project. Stevens también toca la batería y es un psicólogo licenciado.

## Discografía

### Savatage
- Edge of Thorns (1993)
- Handful of Rain (1994)
- Dead Winter Dead (1995)
- Japan Live '94 (1995)
- The Wake of Magellan (1998)

### Trans-Siberian Orchestra
- Christmas Eve and Other Stories (1996)
- The Christmas Attic (1998)
- Beethoven's Last Night (2000)
- The Lost Christmas Eve (2004)
- Night Castle (2009)

### Circle II Circle
- Watching in Silence (2003)
- The Middle of Nowhere (2005)
- Burden of Truth (2006)
- Delusions of Grandeur (2008)
- Consequence of Power (2010)
- Seasons Will Fall (2013)

### Machines of Grace
- Machines of Grace (2009)

### Empires of Eden
- Reborn in Fire (2010)

### Stardust Reverie Project
- Ancient Rites of the Moon (2014)
- Proclamation os Shadows (2015).

### Avalon
- Angels of the Apocalypse (2014)

### Sebastien
- Dark Chambers of Déjà Vu (2015)